# كريس غاردينر
كريس غاردينر (بالإنجليزية: Chris Gardiner)‏ (5 يناير 1986 في المملكة المتحدة - ) هو لاعب كرة قدم بريطاني في مركز الهجوم. لعب مع هارت أوف ميدلوثيان ونادي كلايد وإلغين سيتي ‏ وShotts Bon Accord F.C. ‏.

## وصلات خارجية
- كريس غاردينر على موقع Soccerbase.com (لاعب) (الإنجليزية)